# インターカラー
インターカラー（Intercolor）こと国際流行色委員会（こくさいりゅうこうしょくいいんかい 英語：International Commission for Color）は、国際的な民間の色彩情報団体。また、俗に、同団体が決定した流行色の呼び名。

## 概要
沿革
インターカラーは、1963年にフランス、スイス、日本の主導で発足した。設立時の日本代表は、色彩学者の稲村耕雄だった。最初の国際会議は1963年9月9日にパリで開催され、発起国に加え、西ドイツ、ベルギー、スペイン、イギリス、イタリア、オランダ、スウェーデン、アメリカ合衆国の11ヶ国が参加した。
インターカラーは加盟各国代表の非営利の色彩情報団体（各国1団体ずつ）で構成されており、年に2回開催される会議（Intercolor Congress）により、加盟国のファッション・化粧品・工業製品などの各産業で24ヶ月後に用いる色を選んでいる（6月に春夏カラー、12月に秋冬カラーを選定）。選定色を選ぶ作業は、加盟各国の代表の色彩情報団体があらかじめ選んだ色を持ち寄り、提案・議論することで決定される。
主にヨーロッパで開催される会議でプレゼンテーションされる500色の中から特色ごとに決められ毎年20、30色選ばれる。
加盟国は常に変動しており、2020年時点での加盟国は
中国、デンマーク、フィンランド、フランス、ドイツ、イギリス、ハンガリー、インドネシア、イタリア、日本、ポルトガル、韓国、スペイン、スイス、タイ、トルコ、アメリカ合衆国。かつてはオーストリア、コロンビア、チェコ、ルーマニアの代表団体も参加していた。
日本の代表団体は日本流行色協会内の「インターカラー日本委員会」。
会議で選ばれた色の利用
インターカラーで選ばれた色（以降、選定色）は、各業界では比較的早い時期に出される流行色情報とされる。ファッション業界を例に取ると、選定色決定後から目標時期までの2年の間に、まず選定色決定直後には素材や形状が決められ、約1年前には試作された素材の展示会が開催され、約半年前には展示会や発表会などが開催され、その後に大量生産が行われて小売店に並び、一般消費者に「最新の」ファッションとして身につけられるに至る。